# RAL 색상 표준

RAL 색상 로고

RAL 색상 표준(영어: RAL colour standard)은 독일의 RAL gGmbH(RAL 비영리 LLC)가 만들고 관리하는 색 관리 시스템으로 유럽에서 사용된다. RAL 비영리 LLC는 독일의 RAL Institute의 자회사이다. 통상적으로 RAL은 주로 바니시와 분말 코팅에 사용되지만 현재는 플라스틱에도 사용되는 RAL 클래식 시스템을 의미한다. 승인된 RAL 제품에는 홀로그램이 부착되어 무단 복제를 어렵게 한다. 모방품은 다양한 광원에서 관찰했을 때 색조와 색상이 다르게 보일 수 있다.

## RAL 색 공간 시스템

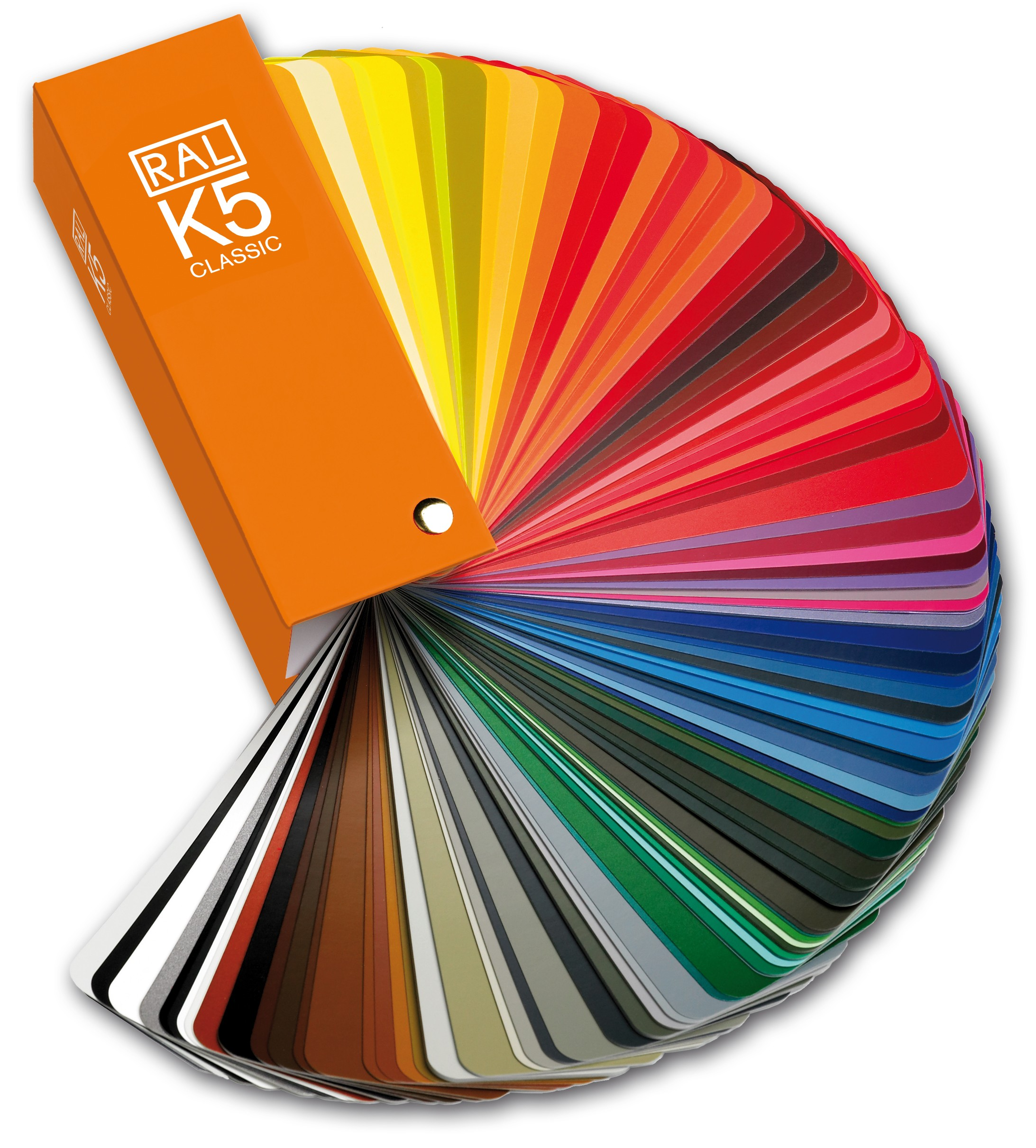
RAL CLASSIC K5 색상 견본집

### RAL 클래식
1927년 독일의 Reichs-Ausschuß für Lieferbedingungen(제국 납품 및 품질 보증 위원회)는 "RAL 840"이라는 이름으로 40가지 색상 컬렉션을 만들었다. 그 이전에는 제조업체와 고객이 색조를 설명하기 위해 샘플을 교환해야 했지만, 이후에는 숫자에 의존하게 되었다.
1930년대에는 숫자가 4자리로 통일되었고 컬렉션은 "RAL 840 R"(R은 개정판의 의미)로 이름이 변경되었다.
1940년경에는 RAL 색상이 현재와 같이 4자리 시스템으로 변경되었다. 군대 위장 색상은 1944년까지 항상 첫 자리에 "7" 또는 "8"로 인식되었다.
컬렉션에 색상이 계속 추가되면서 1961년에 다시 개정되어 210가지 색상으로 구성된 "RAL 840-HR"로 변경되었으며, 이는 오늘날까지 사용되고 있다. 1960년대에는 숫자가 바뀌었을 때의 혼동을 피하기 위해 색상에 보조 이름이 부여되었다. 2020년 1월 13일부터 19일까지 열린 국제 가구 박람회 쾰른 국제 가구 박람회에서 두 가지 새로운 색상이 클래식 컬렉션에 추가되었다:   RAL 2017 RAL 오렌지와   RAL 9012 클린룸 화이트.
"RAL 840-HR"은 무광 페인트만 다루었기 때문에, 1980년대에는 광택 표면을 위한 "RAL 841-GL"이 개발되었으며, 193가지 색상으로 제한되었다. RAL 클래식 컬렉션의 색상에 대한 주요 기준은 "최고의 관심사"이어야 한다는 것이다. 따라서 대부분의 색상은 경고 및 교통표지에 사용되거나 정부 기관 및 공공 서비스 전용이다(예:   RAL 1004 - 스위스 우편 서비스,   RAL 1021 - 오스트리아 우편 서비스,   RAL 1032 - 독일 우편 서비스). 첫 번째 숫자는 색상의 색조와 관련이 있다:
| 범위     | 범위 이름 | 첫 번째                | 마지막                    | 수량 |
| -------- | --------- | ---------------------- | ------------------------- | ---- |
| RAL 1xxx | 노랑      | RAL 1000 그린 베이지   | RAL 1037 선 옐로우        | 30   |
| RAL 2xxx | 주황      | RAL 2000 옐로우 오렌지 | RAL 2017 RAL 오렌지       | 14   |
| RAL 3xxx | 빨강      | RAL 3000 플레임 레드   | RAL 3033 펄 핑크          | 25   |
| RAL 4xxx | 자주      | RAL 4001 레드 라일락   | RAL 4012 펄 블랙베리      | 12   |
| RAL 5xxx | 파랑      | RAL 5000 바이올렛 블루 | RAL 5026 펄 나이트 블루   | 25   |
| RAL 6xxx | 녹색      | RAL 6000 파티나 그린   | RAL 6039 파이버러스 그린  | 37   |
| RAL 7xxx | 회색      | RAL 7000 스쿼럴 그레이 | RAL 7048 펄 마우스 그레이 | 38   |
| RAL 8xxx | 갈색      | RAL 8000 그린 브라운   | RAL 8029 펄 코퍼          | 20   |
| RAL 9xxx | 하양/검정 | RAL 9001 크림          | RAL 9023 펄 다크 그레이   | 15   |

### RAL F9
RAL 클래식의 명명법을 따르는 이 컬렉션은 1984년에 개발되었다. 현재 10가지 색상(  RAL 1039-F9 샌드 베이지,   RAL 1040-F9 클레이 베이지,   RAL 6031-F9 브론즈 그린,   RAL 6040-F9 라이트 올리브,   RAL 7050-F9 위장 그레이,   RAL 8027-F9 가죽 브라운,   RAL 8031-F9 샌드 브라운,   RAL 9021-F9 타르 블랙,   RAL 6031-F9 HR 브론즈 그린 세미-매트)으로 구성되어 있으며, 독일 연방방위군에서 군사적 위장 코팅에 사용된다.

### RAL 디자인
1993년에는 건축가, 디자이너, 광고업체의 요구에 맞춰 새로운 색상 매칭 시스템이 도입되었다. 처음에는 1,688가지 색상으로 시작했으며, 1,625가지 색상으로 개정된 후 다시 1,825가지 색상으로 늘어났다. RAL 클래식과 RAL 디자인의 색상은 서로 겹치지 않는다.
이전 시스템과는 달리 RAL 디자인은 이름이 없으며, 숫자는 CIELAB 색 공간, 특히 원통형 CIEHLC를 기반으로 한 체계를 따른다. 각 색상은 7자리 숫자로 표현되며, 세 자리 숫자와 두 쌍의 숫자로 그룹화되어 색상 (000~360도, CIELab 색상환의 각도), 밝기 (L*a*b*와 동일), 채도 (상대 채도)를 나타낸다. 거의 모든 RAL 디자인 색상의 세 가지 숫자 구성 요소는 5의 배수이며, 대부분은 10으로 나눌 수 있다.
RAL 디자인 숫자 튜플에서 CIELAB으로 변환
{\displaystyle {\begin{aligned}{\text{RAL}}_{\text{Design}}&=\left(h_{ab}^{\circ },L^{*},C_{ab}^{*}\right)\\a^{*}&=C_{ab}^{*}\cdot \cos \left(h_{ab}^{\circ }\right)\\b^{*}&=C_{ab}^{*}\cdot \sin \left(h_{ab}^{\circ }\right)\end{aligned}}}
  예를 들어, RAL 210 50 15는 L* = 50, a* = -12.99, b* = -7.5로 변환된다.

### RAL 이펙트
RAL 이펙트는 420가지의 솔리드 색상과 70가지의 메탈릭 색상으로 구성되어 있다. 이는 RAL에서 수성 페인트 시스템을 기반으로 한 첫 번째 컬렉션이다.

### RAL 디지털
RAL 디지털은 디자이너가 RAL 색 공간을 탐색할 수 있도록 하는 소프트웨어이다.

## 같이 보기
- 컬러 차트, 기타 색상 시스템 및 차트
- Federal Standard 595
- 자연색 체계
- 팬톤